# NGC 2691
NGC 2691 је спирална галаксија у сазвежђу Рис која се налази на NGC листи објеката дубоког неба.
Деклинација објекта је + 39° 32' 21" а ректасцензија 8h 54m 46,3s. Привидна величина (магнитуда) објекта NGC 2691 износи 13,0 а фотографска магнитуда 13,9. NGC 2691 је још познат и под ознакама UGC 4664, MCG 7-18-64, MK 391, IRAS 08515+3943, CGCG 208-68, CGCG 209-6, KUG 0851+397, PGC 25020.